# Selaginella barrancae
Selaginella barrancae là một loài dương xỉ trong họ Selaginellaceae. Loài này được M.E. Jones mô tả khoa học đầu tiên năm 1935.
Danh pháp khoa học của loài này chưa được làm sáng tỏ. 